# Sanja Doležal
Sanja Doležal (ur. 9 maja 1963 w Zagrzebiu) – chorwacka piosenkarka i prezenterka telewizyjna.

## Życiorys

### Kariera
W dzieciństwie wystąpiła w kampaniach reklamowych marek Medolino i Frutolino, produkujących jedzenie dla dzieci pod szyldem firmy Podravka. W 1981 roku została członkinią pop-rockowego zespołu Prva ljubav. Grupa wydała dwie płyty studyjne: Privatno (1981) i Kad ostanemo sami (1982).
W 1984 roku Doležal dołączyła do zespołu Novi fosili, zastępując w funkcji wokalistki Đurđikę Barlović. Piosenkarka nagrała z nimi kilka płyt studyjnych: Tvoje i moje godine (1985), Za dobra stara vremena (1986), Dijete sreće (1987), Nebeske kočije (1988), Obriši suze, generacijo (1989) i Djeca ljubavi (1990). W 1987 roku wraz z zespołem reprezentowała Jugosławię w 32. Konkursie Piosenki Eurowizji z utworem „Ja sam za ples”. 9 maja wystąpili w finale konkursu i zajęli czwarte miejsce z 92 punktami na koncie, w tym m.in. z maksymalnymi notami 12 punktów od Norwegii i Turcji. W 1991 roku piosenkarka odeszła ze składu grupy, powracając do niego w 2005 roku.
W 1993 roku premierę miał jej debiutancki, solowy album studyjny zatytułowany Non stop ples, który promowany był przez singiel „Žuljaju me cipele”. 28 lutego piosenkarka poprowadziła finał chorwackich eliminacji eurowizyjnych Dora 1993. W 1994 roku ukazała się jej druga płyta studyjna zatytułowana Kao u snu. W 2000 roku premierę miał jej trzeci krążek długogrający zatytułowany Plavuša.
Na początku nowego tysiąclecia zdecydowała się na zakończenie kariery muzycznej i skupienie się na pracy w telewizji. Zagrała rolę dziennikarki celebryckiej w serialu komediowym Jel’ me netko tražio, emitowanym na kanale HRT. W latach 2004–2006 prowadziła autorskie talk-show o nazwie Sanja stacji RTL Televizija. Jest jedną z prowadzących audycję radiową Dobro jutro, Hrvatska w HR. Jesienią 2010 roku wzięła udział w piątej edycji programu Ples za zvijezdama, emitowannego w HRT 1, będącego chorwacką wersją formatu Dancing with the Stars. Jej partnerem był Hrvoje Kraševac, z którym zajęła czwarte miejsce.
W 2017 została członkinią chorwackiego jury podczas Konkursu Piosenki Eurowizji.

### Życie prywatne
W 1993 wyszła za mąż za Nenada Šaricia (zm. 2012). Mają dwoje dzieci: syna Lukę i córkę Leę.

## Dyskografia

### Albumy studyjne

#### Wydane z Prva ljubav
- Privatno (1981)
- Kad ostanemo sami (1982)

#### Wydane z Novi Fosili
- Tvoje i moje godine (1985)
- Za dobra stara vremena (1986)
- Dijete sreće (1987)
- Nebeske kočije (1988)
- Obriši suze, generacijo (1989)
- Djeca ljubavi (1990)

#### Solowe
- Non stop ples (1993)
- Kao u snu (1994)
- Plavuša (2000)